# Opções (título)
Uma opção é um contrato financeiro que dá a seu comprador, ou titular, a opção de comprar ou de vender o ativo objeto por um preço predeterminado até uma data predeterminada. O preço de compra predeterminado no contrato é chamado de preço de exercício.

## Tipos de Opções
Os tipos de opções são:
- Opção de compra (ou "call option")
- Opção de venda (ou "put option")

## Opções de Compra
Uma opção de compra, também chamada de call option, é o contrato que dá ao titular a opção de comprar o ativo objeto pelo preço de exercício. O titular só exercerá sua opção se o preço de exercício for menor que o preço à vista do ativo objeto. Caso contrário, o titular pode simplesmente adquirir o ativo objeto pelo preço de mercado mais baixo e abandonar a opção.
Uma das formas de se fazer uma proteção contra uma alta do dólar é comprar uma opção de compra de dólares. O comprador de uma opção de compra tem o direito, mas não a obrigação, de adquirir os dólares pelo preço de exercício. Digamos que haja um contrato de opção de compra cujo preço de exercício é de R$ 2,50 que é negociado a R$ 0,12 por cada dólar (este valor é o prêmio da opção). O comprador paga R$ 0,12 pela opção de comprar dólares a R$ 2,50 até o vencimento da opção. O prêmio da opção é seu valor de mercado na bolsa de opções e muda a cada negócio, tal qual o preço de uma ação na bolsa. O titular passa a ter o direito de comprar dólares por R$ 2,50 ao pagar o prêmio de R$ 0,12 por cada dólar. Os dólares irão efetivamente custar o valor do preço de exercício (R$ 2,50) mais o valor do prêmio da opção (R$ 0,12): R$ 2,62. Tudo se passa como se o titular tivesse adquirido uma apólice de seguro. O titular paga para não ter que pagar mais de R$ 2,50 pelo dólar. É uma forma de diminuir a incerteza acerca do valor do ativo objeto. A opção de compra oferece um teto para o comprador do dólar. Suponha que a opção vença em 30 dias, no mesmo dia em que o pagamento que a empresa está protegendo vence. Se no dia do vencimento do pagamento e da opção a cotação do dólar à vista é de R$2,60, é melhor que a empresa exerça a opção de comprar dólares por R$ 2,50 porque tem o direito de comprá-los por menos. As opções de dólar brasileiras não dão direito ao recebimento de dólares e pagam o equivalente em reais. Se no dia do vencimento do pagamento e da opção a cotação do dólar à vista é de R$2,40, é melhor que a empresa simplesmente compre os dólares que precisa no mercado à vista e abandone a opção. Em qualquer situação, o prêmio pago não influencia na decisão futura, pois foi pago na aquisição do contrato.
Quando o valor de mercado do ativo objeto for maior do que o preço de exercício da opção de compra, diz-se que a opção está no dinheiro ou in-the-money. Quando o valor de mercado do ativo objeto for menor do que o preço de exercício da opção de compra diz-se que a opção está fora do dinheiro ou out-of-the-money.

## Opções de Venda
Opções de venda ou put options são contratos de opção que permitem ao titular vender um ativo por um preço predeterminado.  
Por exemplo, uma empresa exportadora que deseja vender dólares a serem recebidos poderia proteger o valor dos dólares contra uma baixa por meio de opções de venda. As opções de compra são usadas para proteger pagamentos. As opções de venda podem ser usadas para proteger o valor de recebimentos. 
Suponha que uma empresa exportadora tem dólares a receber em 30 dias. Se a empresa nada fizer, terá que vender os dólares ao preço em que estiverem cotados daqui a 30 dias, que poderá ser maior ou menor que o preço do dólar hoje. A empresa sai-se bem se o valor do dólar subir, uma vez que terá sido melhor não fazer nada. Porém, se o dólar cair, a empresa pode lamentar a decisão de não ter feito nada. Uma das formas de se fazer uma proteção contra uma baixa do dólar é comprar uma opção de venda de dólares. O comprador de uma opção de venda tem o direito, mas não a obrigação, de vender dólares pelo preço de exercício. Digamos que haja um contrato de opção de venda cujo preço de exercício é de R$ 2,50 que é negociado a R$ 0,10 por cada dólar (este valor é o prêmio da opção). O comprador paga R$ 0,10 pela opção de vender dólares a R$ 2,50 até o vencimento da opção. Os dólares vendidos irão efetivamente gerar um recebimento igual ao preço de exercício (R$ 2,50) menos o valor do prêmio da opção (R$ 0,10): R$ 2,40. O titular paga para não ter que receber menos do que R$ 2,40 pelo dólar. É uma forma de diminuir a incerteza acerca do valor do ativo objeto. A opção de venda oferece um piso para o vendedor do dólar. 
Quando o valor de mercado do ativo objeto for menor do que o preço de exercício da opção de venda, diz-se que a opção está no dinheiro ou in-the-money. Quando o valor de mercado do ativo objeto for maior do que o preço de exercício da opção de venda diz-se que a opção está fora do dinheiro ou out-of-the-money.